# Poep-en-pieshumor

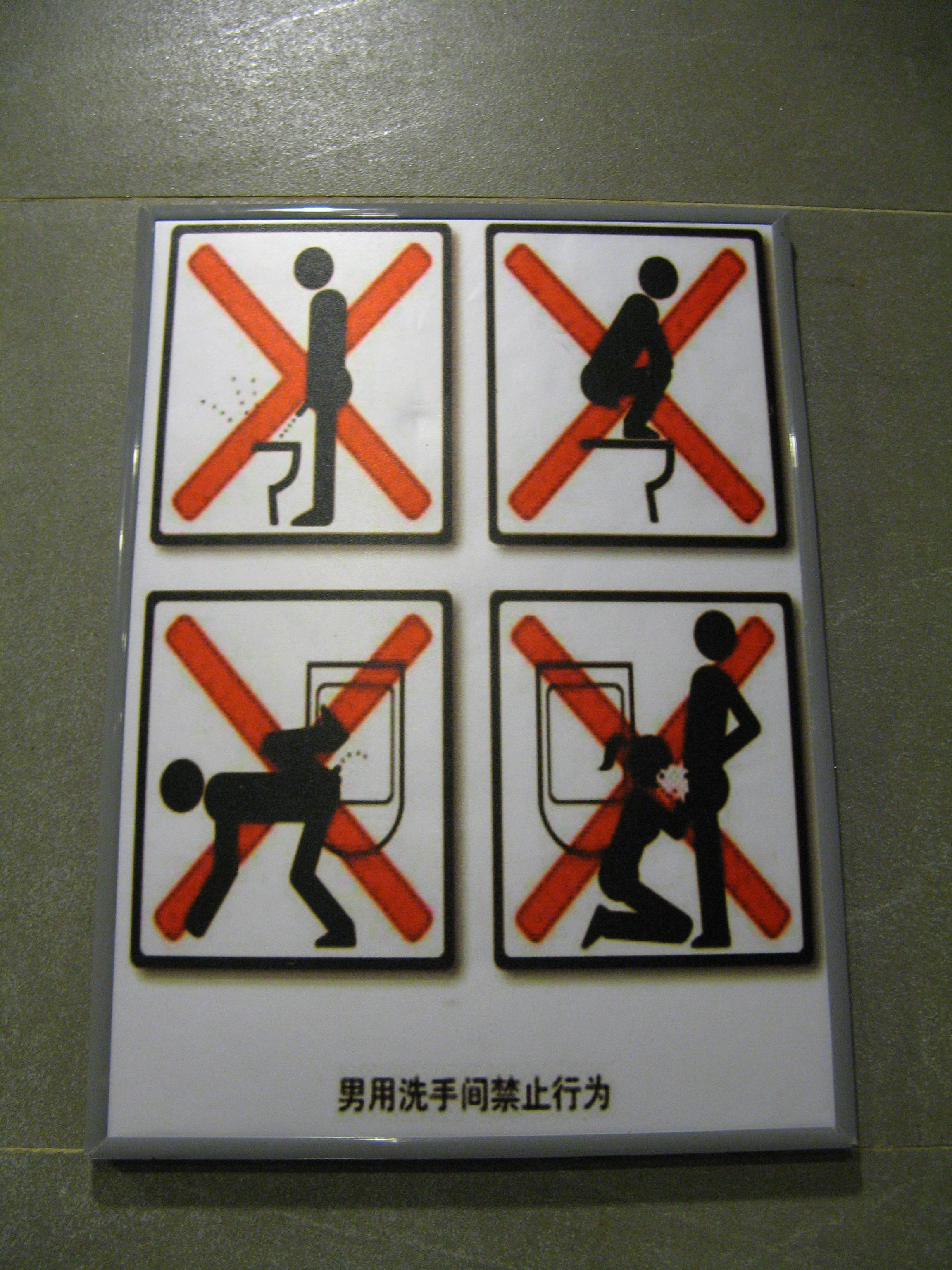

Poep-en-pieshumor (een vorm van onderbroekenlol) is humor die betrekking heeft op urine, uitwerpselen, braaksel, winderigheid en boeren, kortom lichaamsfuncties die in de meeste culturen met een taboe belast zijn. 
Het genre is vooral populair bij kinderen, maar vanwege de taboewaarde zijn er ook veel pubers en volwassenen, in de westerse cultuur vooral mannen, die hier de humor van inzien. Sommige verschijningen van poep-en-pieshumor grenzen aan sekshumor, al wordt dit meer met pubers en volwassenen geassocieerd. Zowel poep-en-pieshumor als sekshumor worden sociaal over het algemeen afgekeurd of als "ordinair" bestempeld. Sommigen rekenen dit genre niet tot de humor, omdat het grappige niet zou berusten op ingrijpen in het denkproces (geen pointe zou hebben). Veel hedendaagse cabaretiers beoefenen het genre echter wel, met verschillende redenen. Freek de Jonge past het in milde vorm toe om het meer serieuze gedeelte te onderbreken en de toeschouwers te ontspannen. Een voorbeeld is het stuk over het raken van de vlieg in het urinoir, in een oudejaarsconference. Het duo Arie & Silvester daarentegen hanteert een grovere variant die in elk programma veelvuldig wordt toegepast om de mensen in de zaal aan het lachen te krijgen. Het duo Waardenberg & De Jong past de stijlfiguur in hun programma's visueel toe. De tien minuten durende scène waarin ze elkaar bespugen is daar een voorbeeld van. In de show Tegen beter weten in van Theo Maassen komt een scène voor die wordt gedreven door het laten afgaan van een scheetzak. Ook onder andere kunstenaars is het genre niet onbekend: berucht zijn in dezen de liedteksten van Frank Zappa (bijvoorbeeld Don't Eat The Yellow Snow) en van Belgian Asociality (bijvoorbeeld Scheet).
Alhoewel poep-en-pieshumor vaak als laag-bij-de-gronds wordt ervaren, is het genre al eeuwenlang populair. In sommige klassieke culturele werken die in bepaalde kringen een hoog aanzien genieten, komen soms passages voor die we thans onder onderbroekenlol zouden markeren, zoals in The Canterbury Tales. De gerenommeerde componist Wolfgang Amadeus Mozart schreef in zijn brieven vaak grappen neer die voor de hedendaagse lezer bijzonder platvloers overkomen. In de 19de eeuw was professioneel windenlater Joseph Pujol zelfs een zeer populair variété-artiest.